# Кајл Нотон
Кајл Нотон (енгл. Kyle Naughton; Шефилд, 17. новембар 1988) јесте енглески фудбалер који тренутно игра за Свонзи Сити.
Похађао је Академију ФК Шефилд јунајтед, а потом је 2008. ушао у први тим тог клуба. Следеће године је прешао у Тотенхем хотспер. Такође је играо за репрезентацију Енглеске у категорији играча млађих од 21 године. Наступао је као позајмљени играч за Гретну, Мидлсбро, Лестер Сити и Норич.

## Клупска каријера

### Шефилд јунајтед
Нотон је рођен у Шефилду, у енглеској грофовији Јужни Јоркшир, у Уједињеном Краљевству. Са седам година је почео тренирати и уписао се на Академију Фудбалског клуба Шефилд јунајтед. Током сезоне 2004/05. похађао је камп за обуку у Енглеској за фудбалере млађе од 15 година. С годинама је постао редовни играч у академији и резервним тимовима.
У јануару 2008. потписао је уговор о позајмици с тимом Гретна из Шкотске премијер лиге, а дебитовао је 16. јануара 2008. против Ренџерса. Играо је редовно до краја сезоне у том шкотском клубу, који је убрзо пао под стечај. Упркос томе, Нотон је наставио играти за Гретну јер се Шефилд Jунајтед сложио да покрије неопходне исплате осигурања. Одиграо је 19 утакмица за клуб, али му није могао помоћи да избегне испадање.
Нотон је дебитовао за Шефилд Jунајтед следеће сезоне долазећи као замена у другом полувремену у првој рунди Лигашког купа против клуба Порт Вејл у августу 2008. У његовом другом клупском наступу такође је ушао као замена и постигао победоносни гол за Шефилд. Шефилд је тада играо против свог супарника Хадерсфилд Тауна и захваљујући том голу победио с резултатом 2 : 1.
Нотон је дебитовао 20. cептембра 2008 против Норича, а први старт за Шефилд је био 2 : 1 против Ватфорда 27. cептембра 2008, који је затим именован за играча утакмице. Од тога дана он је играо у стартној постави целе сезоне, поставши први избор за десног бека такође је играо неколико утакмица у средини и завршивши сезону играјући левог бека како би заменио тадашњег повређеног Герија Нејсмитa. Његова успешна сезона је наградјена кад је био гласан за Младог Играча Године од Јунајтед клуб подржаватеља, такође је био друго место испод Матју Килгалона за сениорског Играча Године и био је укључен у Чемпионшип ПФА Тим Године.

### Tотенхем хотспер
За разлику од великог интересовања који је добио од Евертона, Нотон је ушао у Тотенхем хотспер у jулу 2009 заједно са његовим саиграчем Кајлoм Вокером за укупну суму новца од 9 милиона фунти. Дебитовао је против Барселоне у 2009 Вембли купу чији је резултат био 1 : 1. Ушао је са клупе у 94. минути у мечу против Вест Хемa, чија је била клубска 3. утакмица у 2009/10 сезони да обележи његов наступ у Премијер Лиги. Нотон је потписао 6то месечни уговор за позајмицу у Мидлсбро 1. фебруара 2010. Он је дебитовао против Ипсвич Тауна чији је резултат био 1 : 1.
Након враћањa у Тотенхем, Нотон је опет отишао као позајмица у Лестер Сити. Дебитовао је 16. октобра против Хал Ситија чији је резултат био 1 : 1. У другом мечу против Лидс Јунајтеда забио је други лигашки гол у његовој каријери, такодје је опет забио гол против Докестер Роверса. Забио је и против Барнслија 5. фебруара с 27 метара у горњи угао. Нотон је такодје забио бомбу од гола с 23 метара за изједначење против свог супарника Ковентрија. 12. марта, Нотон је забио Лестеров 3. гол у 3 : 0 победи против Скaнтхорпа. Лестер је продужио уговор Нотону до краја сезоне 2010/11. 8. јануарa након што је коначни прелаз био неуспешан. У априлу Нотон је био изабран за најбољег десног бека у Чемпионшип ПФА Тим године по 2. у 3 године и победио је Лестеров Млади играч године.
11. јула 2011, Нотон је отишао у Норич као позајмица за 1 сезону. Носио је број 25 у току боравка у Норичу. Нотон је био неискоришћена замена у првој утакмици Премијер Лиге против Вигана Атлетика 13. августа 2011. Нотон је заменио Русела Мартина за првог избора за десног бека, и био је у стартним поставама против Стоука, Челзија и Вест Брома. Укупно је играо 23 утакмице у позицији центар бека и десног бека.

### Свонзи Сити
Нотон је ушао у Свонзи Сити 22. јануара 2015 за 5 милиона фунти. On је yбрзо постао први избор за десног бека, пре него што је изашао за неко време у сезони 2014/15. Премијер Лиге повредом лигамента у 3 : 1 победи против Хал Ситија.